# Wikitongues
Wikitongues – amerykańska organizacja non-profit zarejestrowana w stanie Nowy Jork. Jej celem jest dokumentacja języków świata i stworzenie audiowizualnej „encyklopedii” zróżnicowania językowego. Organizacja została powołana w 2014 r. z inicjatywy trzech założycieli (Frederico Andrade, Daniel Bogre Udell, Lindie Botes).